# Blažena Křížová
Blažena Křížová (25. ledna 1890 Nusle – ?) byla česká tělovýchovná pracovnice.

## Životopis
Blažena Křížová byla členka náčelnictva žen České obce sokolské, náčelnice Sokolské župy Středočeské Jana Podlipného. Přispívala do sokolských časopisů, organizovala sokolskou činnost (cvičení, soutěže, slety aj.) Věnovala se také vyšívání praporů, vlajek, stuh a jiných výšivek. V Praze Nuslích bydlela na Mečislavové 414, později bydlela v Praze XII Perunova 16.